# Warder (Insel)
Warder ist eine kleine unbewohnte und zu Schleswig-Holstein gehörende Insel in der Ostsee etwa 500 Meter vor der Küste von Fehmarn.
Sie gehört zur Stadt Fehmarn und befindet sich in der Bucht Lemkenhafener Wiek etwa einen Kilometer südlich des Ortes Lemkenhafen bzw. 500 Meter westlich des kleinen Ortes Westerbergen (ehemalige Gemeinde Neujellingsdorf), auf dem Gebiet der Gemarkung Neujellingsdorf.
Warder ist 500 Meter lang, bis zu 300 Meter breit und hat eine Fläche von 10,274 ha (Warder I 84.942 m² und Warder II 17.798 m²). Der Westen der Insel besteht aus einem gut zwei Meter hohen Geestkern, während der Osten aus einem nur knapp über dem Meeresspiegel liegenden sumpfigen Verlandungsgebiet besteht. Im Westen befinden sich auf der heute nicht mehr bewohnten Insel einige Gebäude. Östlich von Warder liegen zwei weitere unbewohnte Inseln, die auch als Warder bezeichnet werden.